# H-6 (항공기)

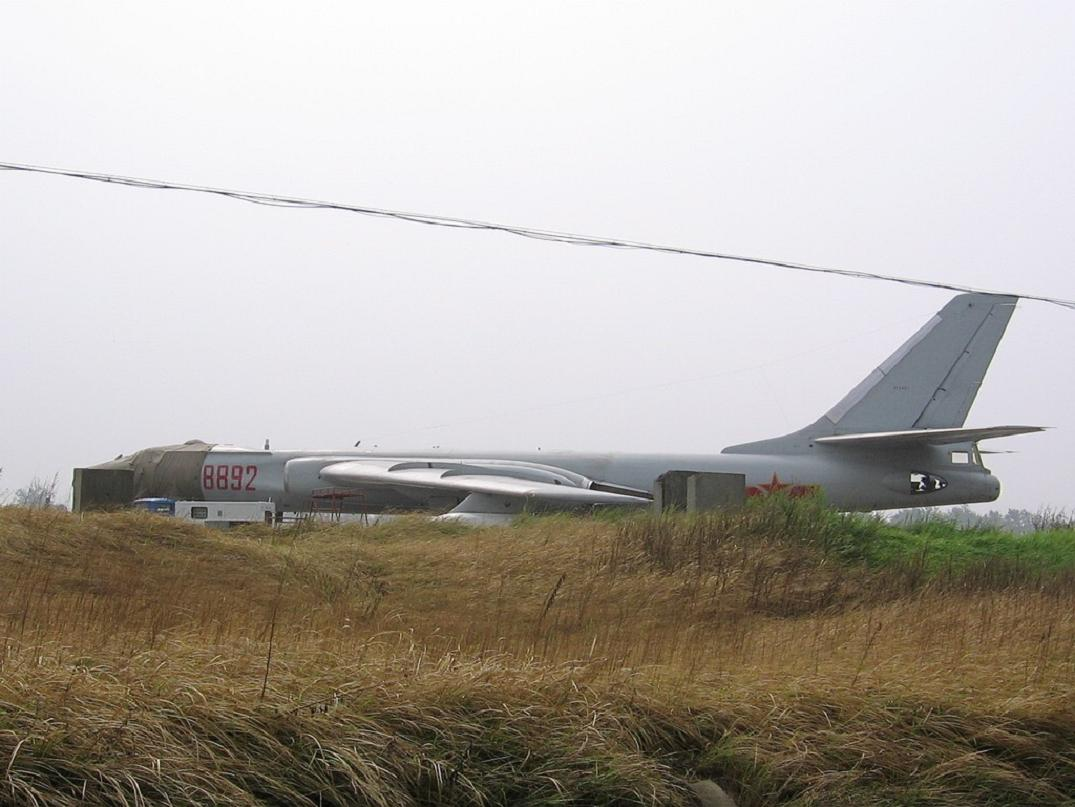
H-6 폭격기에 HN-3을 장착할 수 있다. HN-3의 개량형인 CJ-10은 6발을 장착할 수 있다.

H-6 (轰-6; Hōng-6)는 중국군이 보유한 유일한 대형 폭격기다.

## 역사
러시아의 투폴레프 Tu-16을 면허생산하였다.
2010년 현재 57대 배치되어 있는데, 중국의 폭격기 전부다. 1958년부터 현재까지 사용 중이며, 180대 정도 생산되었다.
쌍발 제트엔진을 사용하며, 최대이륙중량은 79톤으로, P-8 포세이돈 또는 보잉 737과 동급이고, 200톤인 B-52나 B-1의 절반이 채 못되며, 30톤인 F-15K의 2배가 약간 넘는 크기다. 영국의 V 폭격기와 비슷하다.
항속거리 6,000 km인 H-6 폭격기에는 사거리 2,000 km인 CJ-10 순항미사일 6발을 장착할 수 있어서, 하와이 미군까지 공격할 수 있다. 중국에서 하와이 까지는 7,000 km 정도 된다. HN-3도 발사할 수 있는 것으로 알려져 있다.

## 파생형
- Xian H-6B — 정찰기
- Xian H-6C — 재래식 폭격기
- Xian H-6D — 대함미사일 폭격기
- Xian H-6E — 전략 핵폭격기
- Xian HD-6 - 전자전기
- Xian HY-6DU - 공중급유기
- Xian B-6D - H-6D의 수출형
- H-6 Launch Vehicle - 인공위성 발사대. 13톤의 인공위성 발사체를 고도 10,000 m에서 발사할 수 있다. 50 kg의 인공위성을 LEO 궤도에 올릴 수 있다.
- Xian H-6I — 영국산 롤스로이스 엔진을 장착했다. 항속거리가 기존의 6,000 km에서 8,100 km로 늘어난다.

## H-6K

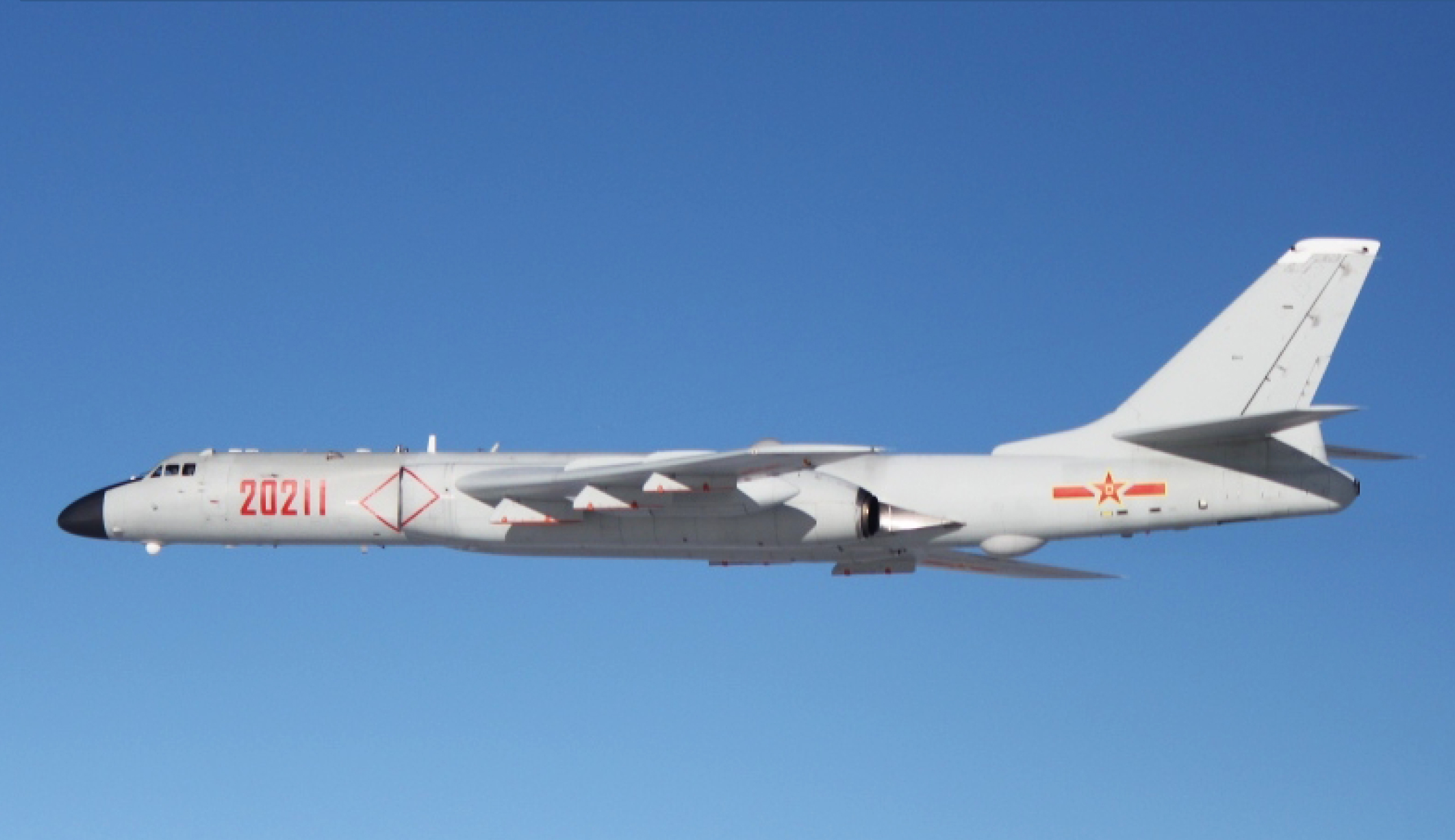
2015년 비행중인 H-6K 전략 폭격기

H-6K은 2007년 1월 5일 초도비행했다. 2009년 10월 실전배치되었다. 이로써 중국은 미국, 러시아, 영국에 이어 세계 4번째 전략 폭격기 보유국이 되었다.
중국의 B-52라고 불린다. 그러나 H-6K는 보잉 737 크기로서, 보잉 767 크기인 미국 B-52, 러시아 Tu-95 전략폭격기 보다는 훨씬 작다.
합성섬유의 사용으로 구조를 강화하여, 보다 대형인 러시아 솔로비에프 D-30KP 터보팬 엔진을 탑재했다. 기존 중국산 시안 WP8 터보팬 엔진은 20,900 lbf 추력이었는데, 솔로비에프 D-30KP 터보팬 엔진은 26,455 lbf 추력이다. 대형 엔진 채택으로 전투행동반경이 기존의 1800 km에서 3500 km로 늘어났다.
2009년 1월에 H-6K 폭격기용 중국산 터보팬 엔진인 WS-18를 개발중이라고 알려졌다. 2015년에 15대가 실전배치되었다.
이전 버전들은 미사일 탑재량이 제한적이었다. H-6G는 겨우 YJ-12 대함 미사일 2발, H-6M은 KD-20/CJ-10K/CJ-20 공대지 순항 미사일 2발을 탑재했다. H-6K은 YJ-12 대함 미사일 6발 또는 공대지 순항 미사일 7발을 탑재한다. 속도 마하 4, 사거리 400 km인 YJ-12 대함 미사일 6발을 장착한 H-6K 폭격기 18대로 구성된 1개 연대는 적의 군함들에 100발 이상의 초음속 미사일을 쏟아부을 수 있다.
전투행동반경 3500 km라는 의미는, 보잉 B-47 스트래토젯, 핸들리 페이지 빅터와 비슷해진 것으로 보인다.
- H-6, 최대이륙중량 79톤, 전투행동반경 1,800 km, 항속거리 6,000 km
- 보잉 B-47 스트래토젯, 최대이륙중량 100톤, 전투행동반경 3,240 km, 항속거리 6,494 km
- 핸들리 페이지 빅터, 최대이륙중량 93톤, 전투행동반경 ???? km, 항속거리 9,660 km
- H-6K, 최대이륙중량 ??톤, 전투행동반경 3,500 km, 항속거리 ???? km
- 투폴레프 Tu-22M3 백파이어, 최대이륙중량 124톤, 전투행동반경 2,410 km, 항속거리 6,800 km

## P-8 포세이돈
원래 투폴레프 Tu-16, H-6 초기버전은 미국의 P-8 포세이돈 해상초계기와 제원이 비슷하다. 보잉 737 여객기를 개조한 P-8 포세이돈은 7명의 오퍼레이터가 탑승하여, 최대무장량, 연료량 등이 많이 줄어들었지만, 장거리 폭격기 기능이 있다.
비슷한 추력의 쌍발 엔진에, 만재중량 70톤인 점에서 세 기종은 서로 비슷하다. 그러나 H-6K는 고가의 합성섬유를 대폭 채택해 훨씬 장거리에 최대무장량을 3배나 늘려서, P-8 포세이돈 해상초계기 보다 훨씬 고성능이다.
한국은 P-8 포세이돈 4대의 도입을 추진중이다.

## 순항미사일
1970년대 미국은 순항미사일이 매우 비용 대 효과가 높은 수단이라는 결론을 내렸다. 3,000 발의 순항미사일의 생산에는 83억 달러면 충분하며, 170대의 B-52 폭격기를 개조하는데 추가로 10억 달러가 소모된다고 보았다. 비록 비밀로 분류되어 공개되지는 않았지만, 미국의 연구와 관련, 중국도 미국의 연구에 바탕하여 연구를 하였고, 비용대 효과가 9:1이라는 결론을 내렸다. 이러한 결론에 따라 최초로 개발한 중국의 순항미사일이 사거리 400 km인 CF-1이다. 1993년에 생산이 시작되었다. 개량을 거쳐 1998년부터 사거리 800km인 CF-2가 배치되었다. CF-2의 문제점은 터보팬 엔진이 너무 커서 중국이 보유한 폭격기에 장착할 수가 없다는 점과, 사거리가 800km로 너무 짧다는 것이었다. 터보팬 순항미사일은 필요했지만, 당장은 중국의 기술이 부족했다. 1995년을 전후해서야 러시아 Kh-55 미사일의 모든 기술이 중국으로 이전되었다. 또한 1999년에서 2001년 사이에 Kh-55 완제품 6발을 우크라이나로부터 입수했다. 당시 이란도 우크라이나로부터 12발의 Kh-55 미사일을 입수했다. 이를 통해 HN-3 미사일과 DH-10 미사일을 개발하였다. DH-10 미사일은 폭격기에의 장착여부가 불확실하나, HN-3 미사일은 Tu-16의 면허생산인 H-6 폭격기에 장착할 수 있다고 알려져 있다.

## 차세대 전략 폭격기
중국은 H-6K 전략 폭격기를 대체하기 위해 시안 H-20 아음속 스텔스 전략 폭격기를 개발중이다. 미국 B-2 스피릿 아음속 스텔스 전략 폭격기의 외양과 제원을 참조했다고 알려졌다.

## 대한민국
2017년 12월 18일 오전 10시 10분에 제주도 남쪽 이어도 서남방에서 한국방공식별구역(KADIZ)에 중국 공군 군용기 5대가 무단진입했다. 10시 10분에 진입한 H-6 2대는 오후 1시 20분에 KADIZ를 이탈했다. 한국 공군 10여 대, 일본 항공자위대 10여 대 등 모두 20여 대의 전투기가 중국 군용기 5대에 맞서 출격했다. 중국은 일상적인 훈련이라고 주장했지만, 통상 장거리 전략 핵폭격기 H-6를 상대국 관할상공에 무단진입시키는 것은, 핵공격을 할 수도 있다며 무력시위를 하는 의미이다.
미국 B61 핵폭탄은 폭발력 300 kt, 무게 330 kg으로서, H-6K 핵폭격기에 27발 탑재할 수 있다. 히로시마 핵폭탄 리틀보이의 623발 분량이다. 중국판 B61 수소폭탄의 명칭은 불명확하지만, 소형 핵폭탄 제조기술은 미국과 동급으로 알려져 있다.
H-6K 핵폭격기는 북학의 핵위협에 출격하는 미국의 B-1B 랜서 폭격기와 동일하게, 제트엔진을 사용하며, 스텔스 기능이 없으며, 장거리 핵공격 능력을 갖고 있다. 크기는 B-1B 보다 3배 작다.

## 제원 (Tu-16)
정보의 출처: Sinodefence.com
일반 특성
- 승무원: 4
- 길이: 34.8 m (114 ft 2 in)
- 날개폭: 33.0 m (108 ft 3 in)
- 높이: 10.36 m (34 ft 0 in)
- 날개면적: 165 m² (1,775 ft²)
- 공허중량: 37,200 kg (82,000 lb)
- 탑재중량: 76,000 kg (168,000 lb)
- 최대이륙중량: 79,000 kg (174,000 lb)
- 엔진: 2× Xian WP8 turbojets, 93.2 kN (20,900 lbf) 각각

성능
- 최대속도: 1,050 km/h (567 knots, 656 mph)
- 순항속도: Mach 0.75 (768 km/h, 477 mph)
- 항속거리: 6,000 km (3,200 nm, 3,700 mi)
- 전투행동반경: 1,800 km (970 nm, 1,100 mi)
- 상승한도: 12,800 m (42,000 ft)
- 날개하중: 460 kg/m² (94 lb/ft²)
- 추력대중량비: 0.24

무장
- 기관포: 

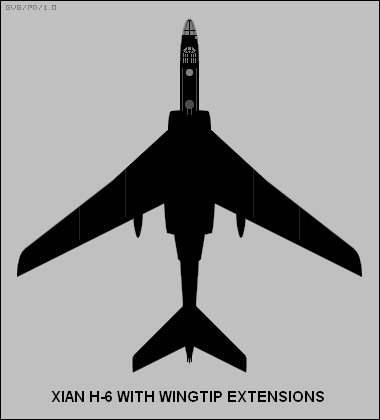
Line drawing of a H-6 with wing-tip extension

  - 2× 23 mm (0.906 in) Nudelman-Rikhter NR-23 cannons in remote dorsal turret
  - 2× NR-23 cannons in remote ventral turret
  - 2× NR-23 cannons in manned tail turret
  - 1× NR-23 cannons in nose (occasional addition)
- 미사일: 

  - 7× KD-88 미사일 (공대함, 공대지 미사일)
  - 6× CJ-10A 공대지 순항미사일, 마하 0.75, 사거리 3,000 km
  - 6× YJ-12 대함 미사일, 마하 4, 사거리 400 km
  - C-601 대함미사일
  - YJ-62 (C-602) 대함미사일
  - 1× Kh-10 (AS-2 'Kipper') 대함미사일
  - 1× Kh-26 (AS-6 'Kingfish') 대함미사일
- 폭탄: 9,000 kg (20,000 lb) 자유낙하폭탄

## 같이 보기
- V 폭격기